# Fantômas
Fantômas ist die Hauptfigur einer französischen Serie von Kriminalromanen, die das Autorenduo Pierre Souvestre und Marcel Allain zwischen Februar 1911 und September 1913 bei Arthème Fayard im Monatstakt mit jeweils 400 Seiten Umfang veröffentlichte. Nach Souvestres Tod im Jahr 1914 schrieb Allain dann als Einzelautor zwischen 1926 und 1963 vierzehn weitere Fantômas-Abenteuer.

## Entstehungsgeschichte

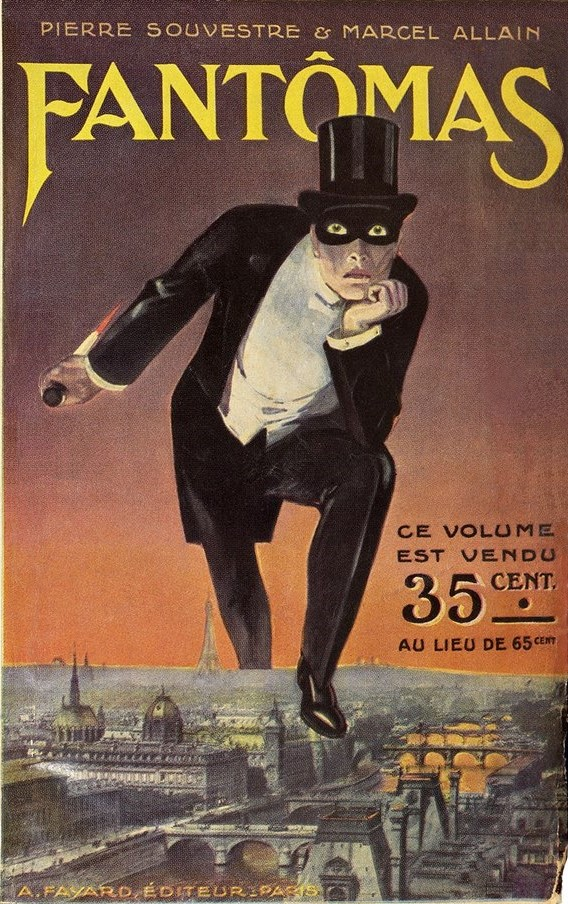
Buchcover des ersten Bandes der Fantômas-Serie (1911)

Die arbeitsteilig verfassten Romane wurden gleichzeitig, kapitelweise, in getrennten Zimmern auf Phonographenwalzen gesprochen und später von zwei Gruppen von Stenografinnen ausgewertet. Nur so war es möglich, das Pensum von einem Buch pro Monat zu bewältigen. In Vorgesprächen losten Souvestre und Allain die zu erstellenden Kapitel aus und verständigten sich auf Anschlussformulierungen zwischen den unterschiedlichen Arbeitspaketen, denn für das Gegenlesen und für Korrekturen fehlte den nach Zeilen bezahlten Autoren die Zeit.
Der Name Fantômas geht auf einen Lesefehler der Verlegers Fayard zurück, als dieser den von Souvestre handschriftlich vorgelegten Titelvorschlag Fantomus entgegennahm.
Die Fantômas-Figur ist ein skrupelloser und zugleich genialer Schurke. Seine Verbrechen zeichnen sich durch Brutalität und Einfallsreichtum aus. So füllt er Parfümflaschen in einem Kaufhaus in Paris mit Schwefelsäure, setzt pestverseuchte Ratten auf einem Passagierschiff aus oder zwingt ein Opfer, seine eigene Hinrichtung zu erleben, indem er es mit dem Gesicht nach oben in eine Guillotine schnallt. Faszinierend wird dieser „Meister des Verbrechens“ durch seinen Widerspruch zur geltenden Gesellschaftsordnung:

„Fantômas ist der schwarze Mann, der alle Ängste der Bürger zusammenfasst, besitzt aber auch eine Faszination, die ganz diffus ist: von der schwarzen Fahne der Anarchisten bis zum schwarzen Hemd der Faschisten. Ein Teil der Faszination von Fantômas liegt in dem Vorschein einer radikal anderen Sichtweise auf die kapitalistische Wirklichkeit. Was ist schon der Einbruch in eine Bank gegen die Gründung einer Bank? Und was ist schon ein kleiner Anarchoverbrecher gegen staatlichen Massenmord? Alle die Konsumterroristen und Wirtschaftsfaschisten, die uns beständig eine positive und einverständige Lebensweise einreden wollen, sind keine Freunde unserer Freiheit. Denn Freiheit heißt ganz wesentlich auch Neinsagen, Anderssein und auf Selbstbestimmung pochen. Für viele Intellektuelle war Fantômas deshalb die Vorahnung einer Freiheit ohne Relativierung, ohne Sachzwänge, ohne Staat.“

Gerade der Umstand, dass die Figur auch als Prototyp des Faschismus interpretierbar war, dürfte zur Abkühlung der Fantômas-Begeisterung bei den europäischen Avantgarde-Bewegungen in den späten dreißiger und den vierziger Jahren geführt haben und mitverantwortlich dafür sein, dass die späteren populären Verfilmungen mit Louis de Funès und Jean Marais weitgehend entpolitisiert waren.

## Liste der Fantômas-Romane
| Band | Untertitel                    | Erscheinungsjahr |
| 1    | Fantômas                      | 1911             |
| 2    | Juve contre Fantômas          | 1911             |
| 3    | Le Mort qui Tue               | 1911             |
| 4    | L’Agent Secret                | 1911             |
| 5    | Un Roi Prisonnier de Fantômas | 1911             |
| 6    | Le Policier Apache            | 1911             |
| 7    | Le Pendu de Londres           | 1911             |
| 8    | La Fille de Fantômas          | 1911             |
| 9    | Le Fiacre de Nuit             | 1911             |
| 10   | La Main Coupée                | 1911             |
| 11   | L’Arrestation de Fantômas     | 1912             |
| 12   | Le Magistrat Cambrioleur      | 1912             |
| 13   | La Livrée du Crime            | 1912             |
| 14   | La Mort de Juve               | 1912             |
| 15   | L’Evadée de Saint-Lazare      | 1912             |
| 16   | La Disparition de Fandor      | 1912             |
| 17   | Le Mariage de Fantômas        | 1912             |
| 18   | L’Assassin de Lady Beltham    | 1912             |
| 19   | La Guêpe Rouge                | 1912             |
| 20   | Les Souliers du Mort          | 1912             |
| 21   | Le Train Perdu                | 1912             |
| 22   | Les Amours d’un Prince        | 1912             |
| 23   | Le Bouquet Tragique           | 1912             |
| 24   | Le Jockey Masqué              | 1913             |
| 25   | Le Cercueil Vide              | 1913             |
| 26   | Le Faiseur de Reines          | 1913             |
| 27   | Le Cadavre Géant              | 1913             |
| 28   | Le Voleur d’Or                | 1913             |
| 29   | La Série Rouge                | 1913             |
| 30   | L’Hôtel du Crime              | 1913             |
| 31   | La Cravate de Chanvre         | 1913             |
| 32   | La Fin de Fantômas            | 1913             |

| Band | Untertitel                  | Erscheinungsjahr |
| 33   | Fantômas est-il ressuscité? | 1925             |
| 34   | Fantômas, Roi des Recéleurs | 1926             |
| 35   | Fantômas en Danger          | 1926             |
| 36   | Fantômas prend sa Revanche  | 1926             |
| 37   | Fantômas Attaque Fandor     | 1926             |
| 38   | Si c’était Fantômas?        | 1933             |
| 39   | Oui, c’est Fantômas!        | 1934             |
| 40   | Fantômas Joue et Gagne      | 1935             |
| 41   | Fantômas Rencontre l’Amour  | 1946             |
| 42   | Fantômas Vole des Blondes   | 1948             |
| 43   | Fantômas Mène le Bal        | 1963             |

## Verfilmungen
Die Romanserie diente als Vorlage für zahlreiche Verfilmungen. Das fünfteilige Serial von Louis Feuillade mit René Navarre in der Titelrolle gehörte zu den größten Filmerfolgen ihrer Zeit.
In den Jahren von 1916 bis 1920 wurden einige Romane auch in Deutschland mit Erich Kaiser-Titz, Rolf Loer und A. Lör in der Hauptrolle unter dem Namen Phantomas verfilmt. Es war eine mindestens 16-teilige Serie.
Die drei in den 1960er-Jahren von André Hunebelle inszenierten Fantômas-Filme mit Jean Marais in der Doppelrolle als Fantômas sowie als Reporter Jérôme Fandor, Louis de Funès als Kommissar Paul Juve und Mylène Demongeot als Reporterin Hélène waren ebenfalls sehr beliebt. Mit den Romanen von Souvestre und Allain haben diese Verfilmungen allerdings wenig zu tun.
Im Jahr 1980 drehten die Regisseure Juan Luis Buñuel (der Sohn von Luis Buñuel) und Claude Chabrol eine vierteilige Mini-Serie unter Beteiligung des ZDF, mit Helmut Berger als Fantômas, Jacques Dufilho als Inspektor Juve und Pierre Malet als Journalist Jérôme Fandor, die sich wieder enger an die Romanvorlage hielt.
- 1913–1914: Französische Filmreihe, fünf Teile:
  - 1913: Fantômas – À l’ombre de la guillotine.
  - 1913: Juve contre Fantômas.[5]
  - 1913: Le mort qui tue.[6]
  - 1914: Fantômas contre Fantômas. (Fantomas. II)[7][8]
  - 1914: Le faux magistrat.
- 1920/1921: Fantomas. Zwanzigteilige US-Serie von Edward Sedgwick
- 1931/1932: Fantômas. (erste Tonfassung nach Motiven der Fortsetzungsromane. Regie: Paul Fejos)[9]
- 1947: Fantômas[10] (von Jean Sacha), auch Fantômas, der Schrecken von Paris
- 1949: Fantômas contre Fantômas.[11]
- 1964–1967: Französische Filmreihe, drei Teile:
  - 1964: Fantomas.[12]
  - 1965: Fantomas gegen Interpol (Fantômas se déchaîne).[13]
  - 1967: Fantomas bedroht die Welt (Fantômas contre Scotland Yard).[14]
  - Ein geplanter vierter Film der Reihe wurde von Marcel Allain gerichtlich verhindert.[15]
- 1980: Fantomas, französisch-deutscher Fernsehvierteiler.

Titel in der German Early Cinema Database
- Fantomas. I (1913, Fantômas)[16]
- Fantomas. II (1914, Fantômas contre Fantômas [Fraglich])[7]
- Fantomas. III (1914, Le Mort qui tue)[6]
- Fantomas. VI (1916)[17]

Titel im Filmportal
- Fantomas: Verhängnisvolles Rendezvous (1979)[18]
- Fantomas: Tödliche Umarmung (1979)[19]
- Fantomas: Der rote Diamant (1979)[20]
- Fantomas: Ein Toter mordet nicht (1979)[21]

## Abgeleitete Auftritte
In der tschechischen Fernsehproduktion Die Märchenbraut erscheint Fantômas (dargestellt im Stil der Louis-de-Funès-Filme mit blauer Maske) als Herrscher der Märchenwelt der Erwachsenen. Er ist hier jedoch kein Gauner, sondern hilft den Protagonisten. In der Fortsetzung Die Rückkehr der Märchenbraut taucht Fantômas ebenfalls als Helfer auf.
Auch in der vom gleichen Produktionsteam erstellten deutsch/tschechischen Serie Luzie, der Schrecken der Straße hat Fantômas einen Auftritt: Während ein Fantômas-Film im Fernsehen läuft (außer einer Person in Maske und Zylinderhut, diversen „Fantômas“-Rufen und den Schreien einer Frau kann man kaum auf eine Handlung oder Besetzung schließen), verschaffen sich die Knetfiguren Friederich und Friederich einen Blick auf das Fernsehgerät, indem sie ein Loch durch die Wand bohren. Daraufhin verwandelt sich der orangefarbene Friederich mit Maske und Hut ebenfalls in Fantômas und der grüne schließlich in Batman.
Fantômas inspirierte die italienischen Zeichner der europäischen Donald Duck-Comics dazu, die Figur Paperinik (dt. Phantomias) zu erschaffen.
Der Roman Die Erfindung des Lächelns von Tom Hillenbrand präsentiert Vincenzo Peruggia als Leser von Fantômas.